# Brachythecium spectabile
Brachythecium spectabile är en bladmossart som beskrevs av Brotherus 1910. Brachythecium spectabile ingår i släktet gräsmossor, och familjen Brachytheciaceae. Inga underarter finns listade i Catalogue of Life.